# Tercer Cielo
El Tercer cielo es un concepto judío-cristiano, mencionado por Pablo cuando escribe en la Segunda carta a los corintios (12, 2): «Conozco a un hombre en Cristo que hace catorce años (si en el cuerpo, no lo sé; si fuera del cuerpo, no lo sé; Dios lo sabe) fue arrebatado hasta el Tercer Cielo».
En algunas tradiciones se lo considera la morada de Yahveh, como lo dice en Mateo 5,34 ("no juren de ningún modo: ni por el cielo, porque es el trono de Dios") y en Amós 9,6 ("Él construyó en el cielo las gradas de su trono") y en otras tradiciones es el nivel más bajo del Paraíso (comúnmente uno de siete niveles).

## En el judaísmo
En el Tanaj (que aproximadamente se corresponde al Antiguo Testamento cristiano) se menciona el cielo                    (Deuteronomio 10, 14), o Génesis 1,1, y en múltiples citas adicionales.

## En el cristianismo
En algunas traducciones de la Biblia se menciona "cielo" y en otras "cielos". Se menciona cielos, en diversas citas bíblicas como en Mateo 5,10 o 5,20.
El primer cielo es el visible como lo podemos deducir en Marcos 7,34 (levantando los ojos al cielo) o en Apocalipsis, 21,1 (el primer cielo y la primera tierra pasaron).
El segundo cielo se considera el cielo estelar, donde habitan las estrellas y las galaxias como se menciona en Genesis 15,5 (luego lo llevó afuera y continuó diciéndole: «Mira hacia el cielo y si puedes, cuenta las estrellas).
En el Nuevo Testamento, la mención de un Tercer Cielo se encuentra en una carta del apóstol Pablo, donde habla de la resurrección del cuerpo de los creyentes en la segunda venida de Jesucristo.
- «Un hombre en Cristo» podría ser el propio Pablo hablando en tercera persona.
- «Arrebatado», como en una visión profética (Libro de Ezequiel 8, 3; 11, 1-24).
- «Tercer Cielo» podría ser una referencia al paraíso en general, o sea a la presencia de Dios Yahvé.[4]